# کانال اصلی کولوندا
کانال اصلی کولوندا (روسی: Кулундинский магистральный канал) یک کانال آبیاری در سرزمین آلتای، فدراسیون روسیه است. این کانال در دهه ۱۹۶۰ با هدف تأمین آب برای اراضی کشاورزی خشک و نیمه‌خشک منطقه احداث شد. طول آن بیش از ۱۰۰ کیلومتر است و از منابع آبی رودخانه اوب تغذیه می‌شود. کانال کولوندا نقش مهمی در توسعه کشاورزی، به‌ویژه در تولید غلات و محصولات صنعتی دارد و به عنوان یکی از زیرساخت‌های کلیدی آبیاری در جنوب غربی سیبری شناخته می‌شود. این کانال برای آوردن آب به استپ کولوندا، منطقه‌ای که به‌طور دوره‌ای در معرض خشکسالی‌های شدید قرار دارد، ساخته شده است.

## توپوگرافی
این کانال از نزدیکی کامن-نا-اوبی شروع می‌شود و ابتدا به سمت جنوب امتداد می‌یابد؛ کمی پس از آن به سمت جنوب شرقی می‌رود و سپس خم می‌شود و تقریباً در جهت جنوب غربی امتداد می‌یابد. این کانال از مناطق کامنسکی، تیومنتوفسکی، بایوفسکی، بلاگووشچنسکی و رودینسکی عبور می‌کند. طول کل کانال ۱۸۲ کیلومتر (۱۱۳ مایل) است. با ظرفیت ۲۵ متر مکعب بر ثانیه (۸۸۳ فوت مکعب بر ثانیه) و دو ایستگاه پمپاژ. ایستگاه پمپاژ اصلی در کامن-نا-اوبی قرار دارد و آب رودخانه اوب را در ارتفاع ۱۱۳ متر (۳۷۱ فوت) پمپاژ می‌کند. تا لبه فلات اوب در ارتفاع ۱۴۰ متر (۴۵۹ فوت). دومین مورد در جنوب، در روستای کلیوچی، منطقه تیومنتسکی قرار دارد.
این کانال در رودخانه کوچوک نزدیک نووترویسک به پایان می‌رسد. A ۱۲۰ کیلومتر (۷۵ مایل) گسترش تا زلاتوپول پیش‌بینی شده بود، اما هرگز اجرا نشد.

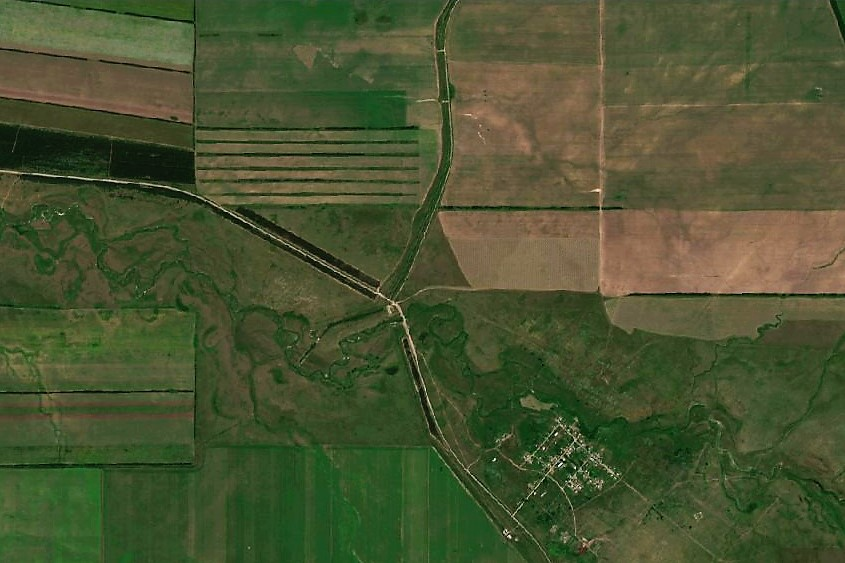
انتهای کانال اصلی کولوندا در نزدیکی نووترویسک

## تاریخچه
ساخت کانال در اوت ۱۹۷۳، در زمان اتحاد جماهیر شوروی آغاز شد. این پروژه در آغاز دهه مطرح شده بود و هدف آن آبیاری ۲۰٬۰۰۰ هکتار (۴۹٬۴۲۱ جریب فرنگی) بود. در منطقه نووترویسک و همچنین زلاتوپول، واقع در غرب، نزدیک مرز قزاقستان و روسیه. علاوه بر این، انتظار می‌رفت که این کانال ۱۸٬۵۰۰ هکتار (۴۵٬۷۱۴ جریب فرنگی) نیز بهره‌مند کند. از مزارع کشاورزی و حدود ۴۵٬۰۰۰ هکتار (۱۱۱٬۱۹۷ جریب فرنگی) مرتع در مناطق واقع در بخش شرقی کانال.

### وضعیت فعلی
در حال حاضر، سطوح آبیاری شده توسط کانال کاهش یافته است. کانال در برخی نقاط گل و لای گرفته و در هنگام باران شدید از کناره‌های آن سرریز می‌شود و منجر به سیل مناطق مسکونی می‌شود. در سایر نقاط، به دلیل تخریب پوشش ضدآب اولیه، آب آن توسط خاک شنی جذب می‌شود. کانال از مناطقی با انواع مختلف خاک، از جمله خاک‌های رسی، شنی، لومی و خاک‌های سولونتز عبور می‌کند. طول کل کانال تقریباً ۸۰ کیلومتر (۵۰ مایل)قرار بود که برای بخش‌هایی از خاک شنی که از عبور می‌کنند، یک پوشش پلی‌اتیلن ضد فیلتراسیون روی ۱ متر (۳ فوت) تعبیه شود. لایه محافظ ضخیمی از خاک. اما در نهایت فقط ۲۰ کیلومتر (۱۲ مایل) طول بخش‌های کانال در برابر فیلتراسیون محافظت شده و پوشش حدود ۳۰ سال عمر مفید دارد که با شروع هزاره جدید به پایان رسید. برنامه‌هایی برای نگهداری و تعمیرات اساسی کانال ارائه شده است، اما تاکنون اجرا نشده‌اند.

## تأثیر اکولوژیکی
کانال اصلی کولوندا تقریباً در جهت شمال شرقی/جنوب غربی و تنها به ۱ کیلومتر (۰٫۶۲ مایل) امتداد دارد. در شرق دریاچه گورکویه، یک دریاچه نمکی طولانی. ساخت کانال با افزایش شوری دریاچه، اکوسیستم گورکویه را مختل کرد و برخی از گونه‌های ماهی از بین رفتند.